# Sérc
Sérc (németül Schützen am Gebirge, horvátul Česno) község Ausztriában, Burgenland tartományban, a Kismartoni járásban.

## Fekvése
Kismartontól 9 km-re északkeletre fekszik.

## Nevének eredete
Eredeti neve Lövő volt, majd megkülönböztetésül Felsőlövőre
változtatták. Német neve a magyarból való annak németre fordításával, majd visszaalakult Sicz, majd Sérc alakban és így került vissza a magyarba.

## Története
A mai település déli határában állt Lövő falu első írásos említése 1211-ban történt "Lvev" alakban. Neve arra utal, hogy határőrző íjászok (lövők), valószínűleg besenyők faluja volt. Ez a falu azonban időközben elpusztult. 1317-ben már egy Felső Lövő is felbukkan az előző falu közelében, attól északra. Egy 1399-ben kelt okiratból kitűnik, hogy akkor mindkét település a közeli Oszlop várának tartozéka volt. A századfordulóra nyilvánvalóan mindkét falu elpusztult, mert 1403-ban már egy "Gschies" nevű falu áll ezen a helyen, melyből a mai település kifejlődött. 1500 körül puszta volt, de az 1527-es adóösszeírásban már ismét szerepel. 1522-ben már állt a falu temploma is. 1529-ben, 1532-ben és 1683-ban a török elpusztította.
A 16. század második felében itt is terjedt a reformáció, azonban ez az ellenreformáció hatására mindössze 1634-ig tartott, ekkor alapították újra a falu plébániáját. A 17. századtól birtokosa az Esterházy család volt. 1605-ben Bocskai hajdúi égették fel a Fertő melletti falvakat, köztük Sércet is, ahol valóságos vérfürdőt rendeztek, anyák gyermekeikkel égtek benn a templomban. 1606-ban a bécsi békével állt helyre újra az élet. 1683-ban újabb török támadás következett, azonban ekkor a lakosság időben biztonságba helyezte magát. A település újra leégett, a templom mindhárom oltára is elpusztult a tűzben. 1705-ben a kuruc hadak rabolták ki a falut. 1644-ben, 1646-ban, 1653-ban, 1679-ben és 1713-ban pestisjárvány pusztított. Római katolikus temploma 1720-ban a régi maradványokon épült. 1809 júliusa és novembere között francia csapatok tartották megszállva, a lakosságnak szállást és élelmet kellett biztosítania számukra. Ezután is többször átvonultak itt, az utolsó egységek csak 1810 decemberében hagyták el Sércet.
Vályi András szerint " SIRZ. v. Gsiesz. Német falu Sopron Várm. földes Ura H. Eszterházy Uraság, lakosai katolikusok, fekszik Sopronhoz 2 1/8 mértföldnyire; nevezetesíti savanyú vize, és ahhoz közel épűltt fördőháza; 2 nyomásbéli határja inkább térséges, mint hegyes; leginkább búzát, gabonát, és egyebet is haszonnal terem; borai nevezetesek, réttye kevés, piatza Sopronban 2 1/8 mértföldnyire."
1910-ben 1304, túlnyomórészt német lakosa volt. 1911. július 31-én Sérc történetének legnagyobb tűzvésze tört ki, mely után a falu 227 házából csak 67 maradt épen. A kár összértéke megközelítette az egymillió koronát. A trianoni békeszerződésig Sérc Sopron vármegye Kismartoni járásához tartozott. Az első világháborúban 58 sérci lakos esett el.  1921-ben a trianoni és saint germaini békeszerződés értelmében Ausztria része lett. A második világháborúban 45 sérci áldozta életét, 46 pedig eltűnt. A szovjet csapatok 1945. április 1-jén vonultak be a községbe. Évekig tartott a háborúban kárt szenvedett épületek rendbehozatala.
2014. december 19-én átadták a települést északról és nyugatról elkerülő B50-es főút új szakaszát. Az előkészítése 2001-ben kezdődött még S31 autóútként, majd több nyomvonal változat és tiltakozást követően 20 millió euróból 2x1 sávos főút készült el. Az építés első üteme 2012-ben, a második 2013-ban kezdődött.

## Nevezetességei
- Szent Mária Magdolna tiszteletére szentelt római katolikus plébániatemploma 1720-ban épült barokk stílusban.
- 1794-ben épített vadászkastélya ma romokban áll.

## Külső hivatkozások
- Hivatalos oldal
- Sérc az Osztrák Statisztikai Hivatal honlapján
- Az Osztrák Néppárt sérci szervezetének honlapja Archiválva 2009. július 16-i dátummal a Wayback Machine-ben
- Sérc adózói 1715-ben[halott link]
- Magyar katolikus lexikon